# Nadčovjek
Nadčovjek (njem. Übermensch) izraz je u filozofiji koji opisuje »nadmoćnog« ili »idealnog čovjeka«, koji je izuzetno vitalan, snažan, slobodan od svih predrasuda, svoj život i svoje djelovanje usmjerava na svijet i koji se »nadilazi i suprotstavlja prirodnim silama, samilosnom moralu i društvu slabića«. Izraz je koristio i grčki retoričar Lukijan u 2. stoljeću, dok je najpoznatije značenje toj riječi dao njemački filozof Friedrich Nietzsche u djelu Tako je govorio Zaratustra nastalom 1880-ih.
Njemački su nacionalsocijalisti u doba Trećega Reicha pogrešno tumačili odn. zlorabili taj izraz u ideološke svrhe označavajući njime pripadnike njemačke nacije ili arijske rase, koju su smatrali »nadmoćnom«.

## Vanjske poveznice
- Hrvatski jezični portal: nȁdčovjek
- (njem.) LiteratPro.de – Friedrich Nietzsches Idee des Übermenschen und ihr Missbrauch durch rechte Ideologen